# Mont Silverthrone (Canada)
Pour les articles homonymes, voir Mont Silverthrone.
Le mont Silverthrone (anglais : Silverthrone Mountain, le « trône d'argent ») est un dôme de lave érodé situé en Colombie-Britannique, dans le Sud-Ouest du Canada. Il culmine à 2 864 mètres d'altitude, dans les chaînons du Pacifique et dans l'arc volcanique des Cascades. Il a été nommé puis gravi pour la première fois par Don Munday, accompagné de sa femme Phyllis, de H. Hall et de Hans Fuhrer en 1936.

## Toponymie
Le nom Silverthrone, littéralement « trône d'argent » en anglais, provient d'une description de son apparence. Probablement baptisé ainsi par Don Munday, il a été officiellement adopté le 6 avril 1950. L'alpiniste l'a également surnommé la « maison des neiges ».

## Géographie
Le mont Silverthrone est situé au Sud-Ouest du Canada, à la limite des districts régionaux de Central Coast et Mount Waddington de la province de Colombie-Britannique. Il se trouve à 320 kilomètres au nord-ouest de Vancouver. Le sommet s'élève à 2 864 mètres d'altitude dans les chaînons du Pacifique de la chaîne Côtière. Avec une hauteur de culminance d'environ 975 mètres, il est le plus haut de tous les volcans de la région. Il constitue le rebord le plus élevé de la caldeira érodée du même nom, qui fait à la fois partie des ceintures volcaniques de Garibaldi et Pemberton, dans l'arc volcanique des Cascades. Sa dernière éruption a eu lieu au cours de l'Holocène mais n'est pas datée avec précision. Le mont Silverthrone est un ancien dôme de lave, probablement constitué de rhyolite, dacite et andésite.
Fortement enneigé, il alimente le champ de glace Ha-Iltzuk qui s'étend à l'est et constitue le plus vaste système glaciaire de la chaîne Côtière au sud de l'Alaska Panhandle.

## Histoire
La découverte du sommet est officialisée en 1933 dans le Canadian Alpine Journal. La première ascension est l'œuvre du couple d'alpinistes Don et Phyllis Munday, accompagnés de H. Hall et Hans Fuhrer, en 1936, par le glacier Klinaklini (en) sur le versant nord-est,.

## Ascension
L'accès à la montagne se fait généralement par les airs depuis Tatla Lake avec une dépose sur le champ de glace Ha-Iltzuk. Il est aussi possible d'approcher la montagne à skis par le camp d'Owikeno Lake à l'ouest ou depuis la baie Knight. Peu de voies techniques ont été ouvertes au mont Silverthrone.